# U-20-Fußball-Südamerikameisterschaft 2003/Kader Peru
Bei der U-20-Fußball-Südamerikameisterschaft 2003 in Uruguay bestand der Kader der peruanischen U-20-Nationalmannschaft aus den nachfolgend aufgelisteten Spielern. Die peruanische Delegation wurde von Carlos Bazán Zender als Delegationspräsident angeführt.
| 1                               | Wilmer Aguirre Vásquez           |  | Alianza Lima              |  |  |  |  |  |
| 2                               | Juan Cominges Mayorga            |  | Dep. Bolognesi            |  |  |  |  |  |
| 3                               | Paolo de la Haza                 |  | Sport Boys                |  |  |  |  |  |
| 4                               | Jefferson Farfán                 |  | Alianza Lima              |  |  |  |  |  |
| 5                               | Carlos Fernández Maldonado       |  | Alianza Lima              |  |  |  |  |  |
| 6                               | Juan Diego Gonzáles Vigil Bentín |  | Alianza Lima              |  |  |  |  |  |
| 7                               | Michael Guevara Legua            |  | Universitario de Deportes |  |  |  |  |  |
| 8                               | Roberto Guizasola La Rosa        |  | Alianza Lima              |  |  |  |  |  |
| 9                               | Enrique Ismodes Saravia          |  | Sporting Cristal          |  |  |  |  |  |
| 10                              | Gianfranco Labarthe Tomé         |  | Sport Boys                |  |  |  |  |  |
| 11                              | Evert Lengua Vergara             |  | Estudiantes de Medicina   |  |  |  |  |  |
| 12                              | Diego Monsalve Arbulú            |  | Juan Aurich               |  |  |  |  |  |
| 13                              | Donny Neyra Ferrada              |  | Sport Boys                |  |  |  |  |  |
| 14                              | Diego Penny Valdez               |  | Sporting Cristal          |  |  |  |  |  |
| 15                              | Alberto Rodríguez Valdelomar     |  | Sporting Cristal          |  |  |  |  |  |
| 16                              | Exar Rosales Sánchez             |  | Alianza Lima              |  |  |  |  |  |
| 17                              | Luis Salhuana Flores             |  | Universitario de Deportes |  |  |  |  |  |
| 18                              | Jean Pierre Subauste Ochoa       |  | Universitario de Deportes |  |  |  |  |  |
| 19                              | Juan Vargas Risco                |  | Universitario de Deportes |  |  |  |  |  |
| 20                              | Luis Zambrano Fernández          |  | Universitario de Deportes |  |  |  |  |  |
| Trainer: César Gonzáles Hurtado |                                  |  |                           |  |  |  |  |  |
|                                 |                                  |  |                           |  |  |  |  |  |

Quelle: 